# Maurizio Feller
Maurizio Feller (* 29. Juni 1974) ist ein ehemaliger italienischer Skirennläufer.

## Karriere
Feller gab sein internationales Renndebüt bei den Juniorenweltmeisterschaften 1993 am Monte Campione, wobei er hinter seinem Landsmann Massimiliano Iezza die Silbermedaille im Super-G gewinnen konnte. Sein Weltcupdebüt feierte er am 29. Dezember 1993 bei der Abfahrt auf der Pista Stelvio, wobei er mit Rang 55 die Weltcuppunkteränge deutlich verpasste.
In den darauffolgenden Jahren startete Feller hauptsächlich im Welt- und Europacup, wobei er in den Jahren 1993/94 bzw. 1998/99 jeweils den dritten Platz in der Abfahrtswertung des Europacups belegen konnte. Auch auf nationaler Ebene konnte Feller einige Erfolge feiern, so wurde er 1999 italienischer Meister im Super-G.
Im Weltcup war Feller hingegen weniger erfolgreich. So erreichte er die beste Platzierung seiner Karriere am 19. Januar 1996 bei der Lauberhornabfahrt mit Rang 11. Danach gelang ihm nur noch einmal eine Platzierung in den Weltcuppunkten. 
Sein letztes internationales Rennen bestritt Feller am 21. März 2002 in Piancavallo, danach beendete er seine Karriere.

## Erfolge

### Weltcup
- 3 Platzierung unter den besten 30

### Juniorenweltmeisterschaften
- Monte Campione 1993: 2. Super-G, 6. Abfahrt, 20. Riesenslalom

### Europacup
- Saison 1993/94: 3. Abfahrtswertung
- Saison 1998/99: 3. Abfahrtswertung
- 6 Podestplätze, davon ein Sieg

| Datum           | Ort                   | Land       | Disziplin |
| --------------- | --------------------- | ---------- | --------- |
| 17. Januar 2001 | Altenmarkt-Zauchensee | Österreich | Abfahrt   |

### South American Cup
- Eine Platzierung unter den besten 10

### Weitere Erfolge
- 4 Siege bei FIS-Rennen
- Italienischer Meister im Super-G (1999)
- Italienischer Vizemeister im Super-G (1994)
- Bronze bei den italienischen Meisterschaften im Super-G (1998)